# Sportclub Preußen 06 Münster 2014-2015
Questa voce raccoglie le informazioni riguardanti il Sportclub Preußen 06 Münster nelle competizioni ufficiali della stagione 2014-2015.

## Stagione
Nella stagione 2014-2015 il Preussen Münster, allenato da Ralf Loose, concluse il campionato di 3. Liga all'8º posto. In Coppa di Germania il Preussen Münster fu eliminato al primo turno dal Bayern Monaco.

## Rosa
| N. |                       | Ruolo | Calciatore          |
| -- | --------------------- | ----- | ------------------- |
| 2  | Germania (bandiera)   | D     | Philip Röhe         |
| 3  | Germania (bandiera)   | D     | Fabian Hergesell    |
| 4  | Germania (bandiera)   | D     | Aaron Berzel        |
| 5  | Germania (bandiera)   | D     | Patrick Kirsch      |
| 6  | Germania (bandiera)   | D     | Kevin Schöneberg    |
| 7  | Polonia (bandiera)    | C     | Marcus Piossek      |
| 8  | Germania (bandiera)   | D     | Marc Heitmeier      |
| 9  | Germania (bandiera)   | A     | Marcel Reichwein    |
| 10 | Portogallo (bandiera) | C     | Amaury Bischoff     |
| 11 | Marocco (bandiera)    | A     | Abdenour Amachaibou |
| 12 | Turchia (bandiera)    | C     | Mehmet Kara         |
| 14 | Germania (bandiera)   | C     | Julian Riedel       |
| 15 | Germania (bandiera)   | D     | Simon Scherder      |

| N. |                        | Ruolo | Calciatore          |
| -- | ---------------------- | ----- | ------------------- |
| 17 | Germania (bandiera)    | C     | Erik Zenga          |
| 19 | Paesi Bassi (bandiera) | A     | Rogier Krohne       |
| 20 | Germania (bandiera)    | C     | Philipp Hoffmann    |
| 21 | Germania (bandiera)    | C     | Jens Truckenbrod    |
| 22 | Germania (bandiera)    | P     | Marco Aulbach       |
| 23 | Islanda (bandiera)     | A     | Emil Atlason        |
| 24 | Germania (bandiera)    | D     | Marco Pischorn      |
| 25 | Germania (bandiera)    | P     | Daniel Masuch       |
| 26 | Germania (bandiera)    | A     | Michael Holt        |
| 30 | Germania (bandiera)    | C     | Benjamin Siegert    |
| 31 | Germania (bandiera)    | D     | Thorsten Schulz     |
| 35 | Germania (bandiera)    | P     | Max Schulze Niehues |

## Organigramma societario
Area tecnica
- Allenatore: Ralf Loose
- Allenatore in seconda: Babacar N'Diaye
- Preparatore dei portieri: Alexander Ogrinc, Thomas Runkewitz
- Preparatori atletici:

## Calciomercato

### Sessione estiva
| Acquisti | Acquisti            | Acquisti              | Acquisti |
| R.       | Nome                | da                    | Modalità |
| -------- | ------------------- | --------------------- | -------- |
| A        | Abdenour Amachaibou | Jahn Ratisbona        |          |
| P        | Marco Aulbach       | Eintracht Francoforte |          |
| D        | Marc Heitmeier      | FSV Francoforte       |          |
| C        | Philipp Hoffmann    | Saarbrücken           |          |
| A        | Michael Holt        | Velbert               |          |
| A        | Marcel Reichwein    | Aalen                 |          |
| C        | Erik Zenga          | Osnabrück             |          |

| Cessioni | Cessioni          | Cessioni         | Cessioni |
| R.       | Nome              | a                | Modalità |
| -------- | ----------------- | ---------------- | -------- |
| A        | Soufian Benyamina | Wehen Wiesbaden  |          |
| C        | Malte Grashoff    | Oldenburg        |          |
| C        | Dennis Grote      | Duisburg         |          |
| D        | Clément Halet     | Homburg          |          |
| C        | Pascal Koopmann   | Roland Beckum    |          |
| C        | Stefan Kühne      | Rot-Weiss Essen  |          |
| D        | Robin Neupert     | Waldhof Mannheim |          |
| A        | Matthew Taylor    | Saarbrücken      |          |

### Sessione invernale
| Acquisti | Acquisti        | Acquisti       | Acquisti |
| R.       | Nome            | da             | Modalità |
| -------- | --------------- | -------------- | -------- |
| A        | Emil Atlason    | KR Reykjavík   |          |
| D        | Thorsten Schulz | Erzgebirge Aue |          |
| D        | Aaron Berzel    | Darmstadt      |          |

| Cessioni | Cessioni | Cessioni | Cessioni |
| R.       | Nome     | a        | Modalità |
| -------- | -------- | -------- | -------- |

## Risultati

### 3. Liga

#### Girone di andata
| Arbitro: | Aarnink |

|                                       |           |                                                  |
| Schmidt 31’ Piossek 67’ Reichwein 70’ | Marcatori | 7’ Savran 12’ Blacha 27’ Schwertfeger 39’ Bickel |

| Arbitro: | Schult |

|  |           |                                   |
|  | Marcatori | 45’ Hoffmann 49’ Kara 53’ Schmidt |

| Münster 6 agosto 2014, ore 19:00 CEST 3ª giornata | Preußen Münster | 0 – 0 referto | Energie Cottbus | Preußenstadion (9 781 spett.)\| Arbitro: \| Stegemann \| |
| Arbitro:                                          | Stegemann       |               |                 |                                                          |

| Arbitro: | Dankert |

|                                       |           |             |
| Comvalius 21’ Hartmann 34’ Hefele 48’ | Marcatori | 56’ Piossek |

| Arbitro: | Gräfe |

|  |           |           |
|  | Marcatori | 29’ Zenga |

| Arbitro: | Mix |

|                    |           |                       |
| Reichwein 45’, 82’ | Marcatori | 48’ Bukva 73’ Czichos |

| Arbitro: | Dittrich |

|            |           |              |
| Wetter 47’ | Marcatori | 89’ Bischoff |

| Arbitro: | Osmers |

|                                        |           |                               |
| Reichwein 24’, 89’ Bischoff 72’ (rig.) | Marcatori | 44’ Jänicke 51’ (aut.) Riedel |

| Arbitro: | Waschitzki-Günther |

|  |           |               |
|  | Marcatori | 74’ Reichwein |

| Arbitro: | Schwermer |

|                                         |           |                  |
| Kara 5’ Reichwein 58’ (rig.) Krohne 90’ | Marcatori | 26’ (rig.) Rizzi |

| Arbitro: | Schröder |

|                                           |           |  |
| Nedelev 52’ Bouziane 55’ Klement 76’, 86’ | Marcatori |  |

| Arbitro: | Heft |

|                 |           |  |
| Krohne 86’, 90’ | Marcatori |  |

| Arbitro: | Jablonski |

|              |           |  |
| Danneberg 9’ | Marcatori |  |

| Arbitro: | Stegemann |

|                                            |           |              |
| Bischoff 64’ (rig.) Krohne 80’ Piossek 83’ | Marcatori | 40’ Schuppan |

| Arbitro: | Alt |

|            |           |            |
| Dahmani 3’ | Marcatori | 87’ Krohne |

| Arbitro: | Kampka |

|                     |           |  |
| Bischoff 30’ (rig.) | Marcatori |  |

| Arbitro: | Stark |

|             |           |           |
| Badiane 56’ | Marcatori | 24’ Zenga |

| Arbitro: | Grudzinski |

|                       |           |  |
| Kara 14’ Scherder 90’ | Marcatori |  |

| Arbitro: | Osmers |

|               |           |              |
| Derstroff 38’ | Marcatori | 89’ Bischoff |

#### Girone di ritorno
| Arbitro: | Sather |

|  |           |                        |
|  | Marcatori | 24’ Krohne 87’ Piossek |

| Arbitro: | Schlager |

|            |           |  |
| Schmidt 2’ | Marcatori |  |

| Arbitro: | Wingenbach |

|                             |           |             |
| Pospěch 12’ Kleindienst 79’ | Marcatori | 47’ Siegert |

| Arbitro: | Weiner |

|                          |           |               |
| Reichwein 66’ Krohne 84’ | Marcatori | 50’ Comvalius |

| Arbitro: | Schmidt |

|                          |           |  |
| Bischoff 65’, 75’ (rig.) | Marcatori |  |

| Arbitro: | Sippel |

|            |           |  |
| Tyrała 30’ | Marcatori |  |

| Arbitro: | Günsch |

|          |           |                             |
| Kara 35’ | Marcatori | 39’ Lindner 42’, 70’ Kazior |

| Arbitro: | Brand |

|                           |           |               |
| Blacha 53’ Vunguidica 70’ | Marcatori | 13’, 87’ Kara |

| Arbitro: | Göpferich |

|                                      |           |  |
| Piossek 39’ Bischoff 62’, 84’ (rig.) | Marcatori |  |

| Arbitro: | Sather |

|                 |           |             |
| Skarlatidis 77’ | Marcatori | 31’ Schmidt |

| Arbitro: | Koslowski |

|                   |           |           |
| Krohne 90’ (rig.) | Marcatori | 45’ Höler |

| Arbitro: | Brych |

|                                           |           |  |
| Furuholm 27’ Banović 50’ Gogia 78’ (rig.) | Marcatori |  |

| Arbitro: | Dingert |

|                                   |           |                                 |
| Bischoff 33’ (rig.) Reichwein 40’ | Marcatori | 21’ Fink 31’ Löning 59’ Stenzel |

| Arbitro: | Meyer |

|                        |           |             |
| Junglas 49’ Börner 65’ | Marcatori | 41’ Piossek |

| Arbitro: | Kempkes |

|               |           |  |
| Reichwein 42’ | Marcatori |  |

| Arbitro: | Siebert |

|                       |           |               |
| Grote 38’ Onuegbu 87’ | Marcatori | 90’ Heitmeier |

| Arbitro: | Dietz |

|                       |           |                             |
| Kara 17’ Scherder 57’ | Marcatori | 64’ Müller 81’, 90’ Fischer |

| Arbitro: | Petersen |

|              |           |  |
| Widemann 23’ | Marcatori |  |

| Arbitro: | Mix |

|               |           |                         |
| Reichwein 13’ | Marcatori | 44’ Narey 51’ Derstroff |

### Coppa di Germania
| Arbitro: | Winkmann |

|                   |           |                                            |
| Krohne 89’ (rig.) | Marcatori | 19’ Götze 29’ Müller 52’ Alaba 73’ Pizarro |

## Statistiche

### Statistiche di squadra
| Competizione      | Punti | In casa | In casa | In casa | In casa | In casa | In casa | In trasferta | In trasferta | In trasferta | In trasferta | In trasferta | In trasferta | Totale | Totale | Totale | Totale | Totale | Totale | DR |
| Competizione      | Punti | G       | V       | N       | P       | Gf      | Gs      | G            | V            | N            | P            | Gf           | Gs           | G      | V      | N      | P      | Gf     | Gs     | DR |
| ----------------- | ----- | ------- | ------- | ------- | ------- | ------- | ------- | ------------ | ------------ | ------------ | ------------ | ------------ | ------------ | ------ | ------ | ------ | ------ | ------ | ------ | -- |
| 3. Liga           | 54    | 19      | 11      | 3       | 5       | 35      | 23      | 19           | 4            | 6            | 9            | 18           | 26           | 38     | 15     | 9      | 14     | 53     | 49     | +4 |
| Coppa di Germania | -     | 1       | 0       | 0       | 1       | 1       | 4       | 0            | 0            | 0            | 0            | 0            | 0            | 1      | 0      | 0      | 1      | 1      | 4      | -3 |
| Totale            | 54    | 20      | 11      | 3       | 6       | 36      | 27      | 19           | 4            | 6            | 9            | 18           | 26           | 39     | 15     | 9      | 15     | 54     | 53     | +1 |

### Andamento in campionato
| Giornata  | 1  | 2 | 3 | 4  | 5 | 6  | 7  | 8 | 9 | 10 | 11 | 12 | 13 | 14 | 15 | 16 | 17 | 18 | 19 | 20 | 21 | 22 | 23 | 24 | 25 | 26 | 27 | 28 | 29 | 30 | 31 | 32 | 33 | 34 | 35 | 36 | 37 | 38 |
| --------- | -- | - | - | -- | - | -- | -- | - | - | -- | -- | -- | -- | -- | -- | -- | -- | -- | -- | -- | -- | -- | -- | -- | -- | -- | -- | -- | -- | -- | -- | -- | -- | -- | -- | -- | -- | -- |
| Luogo     | C  | T | C | T  | T | C  | T  | C | T | C  | T  | C  | T  | C  | T  | C  | T  | C  | T  | T  | C  | T  | C  | C  | T  | C  | T  | C  | T  | C  | T  | C  | T  | C  | T  | C  | T  | C  |
| Risultato | P  | V | N | P  | V | N  | N  | V | V | V  | P  | V  | P  | V  | N  | V  | N  | V  | N  | V  | V  | P  | V  | V  | P  | P  | N  | V  | N  | N  | P  | P  | P  | V  | P  | P  | P  | P  |
| Posizione | 11 | 7 | 6 | 12 | 9 | 10 | 12 | 8 | 8 | 3  | 8  | 7  | 8  | 8  | 7  | 2  | 2  | 1  | 2  | 2  | 2  | 2  | 2  | 2  | 2  | 4  | 5  | 4  | 3  | 5  | 5  | 5  | 5  | 5  | 5  | 6  | 7  | 8  |

Legenda:

Luogo: C = Casa; T = Trasferta. Risultato: V = Vittoria; N = Pareggio; P = Sconfitta.

### Statistiche dei giocatori
| Giocatore      | 3. Liga  | 3. Liga | 3. Liga     | 3. Liga    | Coppa di Germania | Coppa di Germania | Coppa di Germania | Coppa di Germania | Totale   | Totale | Totale      | Totale     |
| Giocatore      | Presenze | Reti    | Ammonizioni | Espulsioni | Presenze          | Reti              | Ammonizioni       | Espulsioni        | Presenze | Reti   | Ammonizioni | Espulsioni |
| -------------- | -------- | ------- | ----------- | ---------- | ----------------- | ----------------- | ----------------- | ----------------- | -------- | ------ | ----------- | ---------- |
| A. Amachaibou  | 21       | 0       | 0           | 0          | 1                 | 0                 | 0                 | 0                 | 22       | 0      | 0           | 0          |
| E. Atlason     | 4        | 0       | 0           | 0          | 0                 | 0                 | 0                 | 0                 | 4        | 0      | 0           | 0          |
| M. Aulbach     | 1        | 0       | 0           | 0          | 0                 | 0                 | 0                 | 0                 | 1        | 0      | 0           | 0          |
| A. Berzel      | 5        | 0       | 2           | 0          | 0                 | 0                 | 0                 | 0                 | 5        | 0      | 2           | 0          |
| A. Bischoff    | 34       | 10      | 4           | 1          | 0                 | 0                 | 0                 | 0                 | 34       | 10     | 4           | 1          |
| M. Heitmeier   | 34       | 1       | 6           | 0          | 1                 | 0                 | 0                 | 1                 | 35       | 1      | 6           | 1          |
| F. Hergesell   | 24       | 0       | 5           | 0          | 1                 | 0                 | 0                 | 0                 | 25       | 0      | 5           | 0          |
| P. Hoffmann    | 26       | 1       | 1           | 0          | 1                 | 0                 | 0                 | 0                 | 27       | 1      | 1           | 0          |
| M. Holt        | 0        | 0       | 0           | 0          | 0                 | 0                 | 0                 | 0                 | 0        | 0      | 0           | 0          |
| M. Kara        | 38       | 7       | 4           | 0          | 1                 | 0                 | 0                 | 0                 | 39       | 7      | 4           | 0          |
| P. Kirsch      | 5        | 0       | 0           | 0          | 0                 | 0                 | 0                 | 0                 | 5        | 0      | 0           | 0          |
| R. Krohne      | 36       | 8       | 1           | 0          | 1                 | 1                 | 0                 | 0                 | 37       | 9      | 1           | 0          |
| D. Masuch      | 20       | 0       | 0           | 0          | 1                 | 0                 | 0                 | 0                 | 21       | 0      | 0           | 0          |
| M. Niehues     | 18       | 0       | 0           | 1          | 0                 | 0                 | 0                 | 0                 | 18       | 0      | 0           | 1          |
| M. Piossek     | 36       | 6       | 6           | 1          | 0                 | 0                 | 0                 | 0                 | 36       | 6      | 6           | 1          |
| M. Pischorn    | 8        | 0       | 1           | 0          | 0                 | 0                 | 0                 | 0                 | 8        | 0      | 1           | 0          |
| M. Reichwein   | 33       | 11      | 6           | 0          | 1                 | 0                 | 0                 | 0                 | 34       | 11     | 6           | 0          |
| J. Riedel      | 14       | 0       | 2           | 0          | 1                 | 0                 | 0                 | 0                 | 15       | 0      | 2           | 0          |
| P. Röhe        | 0        | 0       | 0           | 0          | 0                 | 0                 | 0                 | 0                 | 0        | 0      | 0           | 0          |
| S. Scherder    | 25       | 2       | 3           | 0          | 0                 | 0                 | 0                 | 0                 | 25       | 2      | 3           | 0          |
| D. Schmidt     | 29       | 4       | 10          | 2          | 1                 | 0                 | 0                 | 0                 | 30       | 4      | 10          | 2          |
| T. Schulz      | 14       | 0       | 1           | 0          | 0                 | 0                 | 0                 | 0                 | 14       | 0      | 1           | 0          |
| K. Schöneberg  | 22       | 0       | 3           | 0          | 0                 | 0                 | 0                 | 0                 | 22       | 0      | 3           | 0          |
| B. Siegert     | 32       | 1       | 2           | 0          | 1                 | 0                 | 0                 | 0                 | 33       | 1      | 2           | 0          |
| J. Truckenbrod | 25       | 0       | 5           | 1          | 1                 | 0                 | 0                 | 0                 | 26       | 0      | 5           | 1          |
| E. Zenga       | 19       | 2       | 3           | 0          | 1                 | 0                 | 0                 | 0                 | 20       | 2      | 3           | 0          |